# Куин (тауншип, Миннесота)
Куин (англ. Queen) — тауншип в округе Полк, Миннесота, США. На 2000 год его население составило 198 человек.

## География
По данным Бюро переписи населения США площадь тауншипа составляет 94,8 км², из которых 84,8 км² занимает суша, а 10,0 км² — вода (10,60 %).

## Демография
По данным переписи населения 2000 года здесь находились 198 человек, 85 домохозяйств и 61 семья.  Плотность населения —  2,3 чел./км².  На территории тауншипа расположено 120 построек со средней плотностью 1,4 построек на один квадратный километр. Расовый состав населения: 99,49 % белых и 0,51 % коренных американцев.
Из 85 домохозяйств в 23,5 % воспитывались дети до 18 лет, в 64,7 % проживали супружеские пары, в 3,5 % проживали незамужние женщины и в 28,2 % домохозяйств проживали несемейные люди. 27,1 % домохозяйств состояли из одного человека, при том 12,9 % из — одиноких пожилых людей старше 65 лет. Средний размер домохозяйства — 2,33, а семьи — 2,82 человека.
19,2 % населения — младше 18 лет, 9,1 % — в возрасте от 18 до 24 лет, 22,2 % — от 25 до 44, 31,8 % — от 45 до 64, и 17,7 % — старше 65 лет. Средний возраст — 44 года. На каждые 100 женщин приходилось 104,1 мужчин.  На каждые 100 женщин старше 18 приходилось 113,3 мужчин.
Средний годовой доход домохозяйства составлял 31 071 доллар, а средний годовой доход семьи —  48 000 долларов. Средний доход мужчин —  31 250  долларов, в то время как у женщин — 26 250. Доход на душу населения составил 18 046 долларов. За чертой бедности находились 3,8 % семей и 9,6 % всего населения тауншипа, из которых 33,3 % старше 65 лет.